# 金赛报告

《男性性行為》的1948年初版封面

《金賽報告》（英語：Kinsey Reports）是由美國學者阿爾弗雷德·金賽、保羅·格布哈特及華地·帕姆洛依等人所寫的關於人類性行為的兩本書，分別是《男性性行為》（1948年）及《女性性行為》（1953年），以上兩者皆由美国桑德斯出版公司負責出版。金賽是一位在印第安那大學工作的動物學家，兼是金賽性、性別與生殖研究中心的創立者。
《女性性行為》是研究者依據他們为约6000名女性受訪者所進行的調查而寫成。金賽分析了女性們從事各種性行為的頻率數據，並研究年齡、社經地位和宗教信仰等因子如何影響性行為的發生。他還對兩性的性行為模式進行比較，最终得出结論：在性事上，男性較女性活躍。
由於這個研究結果挑戰公眾對於人類的性的傳統信念，以及探討了以往被視為禁忌的話題。所以其使公眾感到震驚，及隨即引起爭論和轟動。
金赛在收集數據时所用到的方法学亦遭人詬病。已有批評指出若不跟猥褻兒童者合作，報告中的一些數據就無法取得。儘管金賽研究所否認了此一指控，但仍承認金赛訪談了一些跟兒童有过性行為的男子，並指出金赛為了讓受訪者「在這項禁忌的項目如實作答」，故確保了他們的匿名性，視此大於防止犯罪的需要。此外金賽研究所亦因「外界對樣本人群的關注」而進行了一些修正研究。最终得出結論，認為金賽的原始估計值沒有顯著受到數據來源影響。

## 部分結果

### 性傾向
金賽報告中最廣泛被引用的是不同性傾向的普遍性——特別是支持10%人口是同性戀的說法。事實上，這報告的研究結果並非明確的。金賽避免以及不贊成使用同性戀以及異性戀等術語去形容個體，主張性傾向是傾向隨時間而改變的，以及性行為可以理解為物理性的接觸，以及純心理性的現象（慾望、性吸引力，幻想）。 金賽採用分為七個類別的系統來代表三個類別的系統（異性戀、雙性戀及同性戀）。
這個報告亦指出，近 46% 男性在成年階段曾對兩性皆有性反應，而37%至少有一次同性性經驗 。11.6%白人男性的成年階段（20至35歲）被評級為3（異性戀與同性戀傾向相同）。 研究亦報稱10%介乎 16至55歲的受訪美國男性「或多或少在三年至少完全是同性戀」（在評級5至6）
7%單性女性（介乎20至35歲）及4%曾婚的女性（介乎20至35歲）的這段時間被評級為3（異性戀與同性戀傾向相同）。 2至6%介乎20至35歲的女性，或多或少是完全同性戀。 1 至 3% 介乎 20 至 35 歲的未婚女性是完全同性戀。

#### 金賽量表
金賽量表是一個用於定位某人的性傾向的量表，其把個人的性經驗和心理反應皆纳入考慮範圍之內。並以此把人分為0-6級：0代表絕對的異性戀，6則代表絕對的同性戀。其後金賽再額外加了一個X級，用於代表「對無論那一個性別都沒有社會性反應或性活動的人」，後來學者以其代表無性戀。金賽等人最先於《男性性行為》中对外公佈這個量表，在後來的《女性性行為》中也起了輔助作用。金賽在《男性性行為》中寫道：
|  | 长期以来，人们从生理、心理甚至灵魂与智慧等方面，把「同性恋者」描绘成一种与「异性恋者」全然不同的人。为了科学地研究这个问题，我们不仅需要知道总人口中同性性行为的发生率和实施频率；也必须知道在一个人的生活经历中，同性性行为与其他类型性行为处于什么样的关系之中。 我们的调查表明，许多人的性行为并不是非此即彼。当然有绝对同性恋者和绝对异性恋者，但是人口中相当多的一部分是两类性行为都有。有人这一类性行为多，有人那一类多，也有人两类相等。为了弄清问题，我们可以把从绝对异性恋者到绝对同性恋者的中间过渡状态划分成7个等级:189。 |

金賽量表的評級如下：
| 等級 | 描述                                       |
| ---- | ------------------------------------------ |
| 0    | 绝对異性戀。                               |
| 1    | 主要為異性戀，偶有同性戀傾向。             |
| 2    | 主要為異性戀，不時有同性戀傾向。           |
| 3    | 異性戀與同性戀傾向相同。                   |
| 4    | 主要為同性戀，不時有異性戀傾向。           |
| 5    | 主要為同性戀，偶有異性戀傾向。             |
| 6    | 绝对同性戀。                               |
| X    | 无论对哪一性别的个体都没有性反应和性活动。 |

- 男性：20－35岁之間的白人男性當中有11.6%在調查時自評為等級3[19]。
- 女性：7%的20－35岁單身女性和4%曾婚女性在調查時自評為等級3[20]；2-6%的20－35岁女性在調查時自評為等級5[21]；1-3%則自評为等級6[22]。

### 婚後性交合
根據受訪女性報告，年輕的一群平均婚後性交合的頻率為每週2.8次；在30歲之前為2.2次；在50歲之前為1.0次。

### 婚外性交合
金賽預測大約50%已婚男性在婚姻生活中有一些婚外的性經驗。在研究樣本中，26%女性在40歲之前有婚外性交合。年齡介乎26至50歲的女性当中有介乎1/6至1/10曾经參與婚外性交合。然而金賽把同居至少一年的伴侣也算作「已婚」，因此婚外性交合的統計數字有所誇大。

### 性虐恋
12%女性及22%男性指出對性虐恋（俗稱SM）的故事有性反應。

### 抓咬
對抓咬的反應：
| 性反應        | 女性 | 男性 |
| ------------- | ---- | ---- |
| 絕對和/或頻繁 | 26%  | 26%  |
| 有些反應      | 29%  | 24%  |
| 永不          | 45%  | 50%  |
| 個案數目      | 2200 | 567  |

## 方法
數據起初是透過面談收集的，調查者不会要求受訪者填一份問卷，而是會根據結構化問卷向其提問，然後再把回答轉換成預先設定好的符號，最後填在記錄紙的空白格子上。之後，這些數據電腦化進行處理。所有這些材料，包括原來的研究人員的筆記，保存在金賽性學研究中心使得只有有需要檢視這些材料的合資格研究人員才可以檢視這些材料。研究中心亦允許研究員遞交SPSS程序去對這些數據執行運算。

## 批評
學術界對於《金赛报告》的樣本選擇和偏倚有所批評。但是金赛本身的計劃是以10萬次訪談為基礎，來使研究更为完整全面；在他眼中1948年的《男性性行為》只不過是進度報告而已。學術界對於《金赛报告》的兩個批評在於樣本問題及自我選擇偏倚——他們認为樣本包含了过多的監犯和男性娼妓；並認为願意接受訪談的人禁忌更能克服性禁忌，使结果产生偏倚。這兩者都使得樣本不足以反映真實人口的情況。《男性性行為》面世的同年，美国统计协会的一個包括著名統計學家约翰·图基在内的委員會，公開批評其抽樣程序。图基更直指：「隨機抽樣3個人都比金賽先生選出300人的效度还要佳。」心理學家馬斯洛宣稱金赛沒有考慮自願者偏差，指出《金赛报告》內的數據只反映自願探討禁忌議題的人士，並認为大多數美國人不願意跟其配偶和朋友探討性生活的細節。在金賽對外發佈報告之前，馬斯洛就相關問題進行了試驗，及後得出結論：金賽的樣本不具有人口代表性。
像威廉·格梅爾·科克倫、弗雷德里克·莫斯特勒、约翰·图基般的統計學領頭人在1954年代表美国统计协会發表對《男性性行為》的批評，他們寫道：
|  | 反對者的批評是有理的，書中許多有趣和具挑釁性的聲明不是以其中所提及的數據为基礎，讀者通常對這些陳述的依據毫不了解和清楚。此外，以本書所提及的數據为基礎而下的結論通常是以非常大膽和自信的方式表達出來。那些批評的大意可總结为『這本書的文筆低於優秀的科學著作應該達至的水平』。 |

為了回應這些批評，保羅·格布哈特（金賽的同事、《男性性行為》的共同著者、金賽研究所的繼任主任）清理了所有金赛數據的污染物。例如樣本中所有源於監犯的資料。保羅（與艾倫·約翰遜）於1979年發表了《金賽數據：1938-1963年性研究所進行訪談的邊際製表》（The Kinsey Data: Marginal Tabulations of the 1938–1963 Interviews Conducted by the Institute for Sex Research），他們在整理後得出結論，指出金賽的原始估計沒有顯著受到樣本問題影響：也就是說，監犯和男性娼妓的統計趨勢與那些願意探討禁忌議題的人士基本相同。歷史學家、劇作家和同志權利活動家馬丁·杜伯曼總結了此一結果：「除了金賽的37％（至少有一次同性性行为的男性）遭修改为36.4％外，其餘一概相同：16至55歲的所有男性中，10％的人至少在3年內幾乎是只有同性性行为。大專以上的白人男性則為9.9％；教育程度較低的男性為12.7％。」
歷史學家彼得·盖伊認為《男性性行為》的「方法論毫無說服力可言
。」

## 背景與重要性
《金赛报告》被認為是20世紀最成功和最有影響力的科學类書籍之一，其總共售出了超過75萬份，且已被翻譯成13種語言。金賽報告亦使大眾的性觀念有所轉變。在20世紀60年代，复合口服避孕药等因素的出現更使此一风潮延續，结果促成了性革命的發生；麥斯特與強生發表於60年代的性生理學研究亦像《金赛报告》般，打破了禁忌和社會常見的性誤解。

## 外部連結
- Kinsey Institute home page （页面存档备份，存于）
- Sexual Behavior in the Human Female - Project MUSE - Johns Hopkins University （页面存档备份，存于）
- Kinsey's Heterosexual-Homosexual Rating Scale （页面存档备份，存于）